# Saint-Marc-sur-Richelieu
Saint-Marc-sur-Richelieu, antes llamada Saint-Marc-de-Cournoyer y Saint-Marc así como de los nombres oficiosos Saint-Marc-de-Chambly y Saint-Marc-de-Verchères, es un municipio de la provincia de Quebec, Canadá. Es una de las ciudades pertenecientes al municipio regional de condado de La Vallée-du-Richelieu y, a su vez, a la región de Montérégie-Est en Montérégie.

## Geografía
El territorio de Saint-Marc-sur-Richelieu está ubicado entre Saint-Antoine-sur-Richelieu al norte, Saint-Denis-sur-Richelieu al noreste, Saint-Charles-sur-Richelieu al este, Beloeil y Mont-Saint-Hilaire al sureste, Saint-Mathieu-de-Beloeil al sur, Saint-Amable al suroeste así como Verchères y Calixa-Lavallée al oeste. Tiene una superficie total de 62,32 km² cuyos 60,60 km² son tierra firme. Saint-Marc-sur-Richelieu está ubicado por la orilla izquierda del río Richelieu en 12 km al norte de Beloeil en la planicie de San Lorenzo. 

## Historia
El territorio fue desarrollado en Nueva Francia con la creación del señorío de Cournoyer, concedido a Jacques Hertel de Cournoyer en 1695. La parroquia de Saint-Marc-de-Cournoyer, donde hubo aproximadamente 600 habitantes, fue creada oficialmente en 1792, por scisión de Saint-Charles. El primero municipio fue instituido en 1845 sobre el nombre de Saint-Marc-de-Cournoyer hasta su abolición en 1847. El municipio reapareció en 1855 como el municipio de parroquia de Saint-Marc o Saint-Marc-de-Cournoyer. En 1980, el nombre del municipio fue cambio para el de Saint-Marc-sur-Richelieu y fue municipio sin designación en 1994.

## Política
El alcalde está Jean Murray. El consejo municipal de seis miembros está elegido sin división territorial. El municipio está incluso de las circunscripciones electorales de Borduas a nivel provincial y de Verchères-Les Patriotes a nivel federal.

## Demografía
Según el censo de 2011, había 2050 habitantes (Saint-Marcois y Saint-Marcoises (en francés)) en este municipio con una densidad de población de 33,8 hab./km². Los datos del censo mostraron que de las 1876 personas censadas en 2006, en 2011 hubo un aumento de 274 habitantes (+9,3 %). El número total de inmuebles particulares resultó de 823. El número total de viviendas particulares que se encontraban ocupadas por residentes habituales fue de 806.

## Economía
Las entreprises locales incluyen muchas exploitaciones agrícolas y établissements turísticos.

## Cultura
Hay muchos habitaciones y granjas ancestrales y encantadoras en Saint-Marc-sur-Richelieu. El hechizo de los paisajes llaman muchos artistas en la localidad. Durante el verano, un barco teatro capta muchos aficionados.

## Sociedad
El localidad fue llamado por la población Saint-Marc-de-Chambly y Saint-Marc-de-Verchères.

### Personalidades
- Jacques Hertel de Cournoyer (1665-1748), señor